# Chidea dayi
Chidea dayi är en insektsart som beskrevs av Alexander Fyodorovich Emeljanov 2000. Chidea dayi ingår i släktet Chidea och familjen kilstritar. Inga underarter finns listade i Catalogue of Life.